# تيري كوبر
تيري كوبر (بالإنجليزية: Terry Cooper)‏ (مواليد 12 يوليو 1944) هو لاعب كرة قدم. لعب مع منتخب إنجلترا لكرة القدم. سبق له أن لعب في كأس العالم لكرة القدم مع منتخب بلاده.

## مسيرته الكروية
لعب تيري كوبر خلال مسيرته الاحترافية مع 5 أندية في أربعة وعشرون موسمًا وسجل خلالها 9 أهداف ضمن 504 مباراة. حيث فاز في موسم واحد بالكأس وفي موسمين بالدوري.
خاض تيري كوبر مسيرته مع نادي ليدز يونايتد في موسم 1963–64 ليلعب معه اثنا عشر موسمًا، مشاركًا في 250 مباراة سجل خلالها 7 أهداف. ثم انتقل إلى نادي ميدلزبره في موسم 1974–75 ليلعب معه أربعة مواسم، حيث شارك في 105 مباراة سجل خلالها هدفًا واحدًا. لينتقل بعدها إلى نادي بريستول سيتي في موسم 1978–79 في المرة الأولى لمدة موسم واحد ثم في موسم 1982–83 واستمر معه طيلة ثلاثة مواسم، مشاركًا طوالها في 71 مباراة سجل خلالها هدفًا واحدًا أيضًا. ثم انتقل إلى نادي بريستول روفيرز في موسم 1979–80 واستمر معه طيلة ثلاثة مواسم، مشاركًا في 58 مباراة ولم يسجل أي هدف. هذا وانتقل لاحقًا إلى نادي دونكاستر روفرز في موسم 1981–82 لمدة موسم واحد، مشاركًا في 20 مباراة ولم يسجل أي هدف أيضًا.

## روابط خارجية
- تيري كوبر على موقع قاعدة بيانات كرة القدم.إي يو (الإنجليزية)
- تيري كوبر على موقع ناشيونال فوتبول تيمز (الإنجليزية)
- تيري كوبر على موقع Soccerbase.com (مدرب) (الإنجليزية)